# Takayoshi Ono
Takayoshi Ono (小野 隆儀 Ono Takayoshi?), född 30 april 1978 i Fukushima prefektur, är en japansk före detta fotbollsspelare.
Ono började sin karriär 2001 i Mito HollyHock. Han spelade 93 ligamatcher för klubben. 2004 flyttade han till FC Primeiro. Han avslutade karriären 2010.